# 高岡淳一
高岡 淳一（たかおか じゅんいち、1965年4月15日 - ）は、日本の男性アニメーター、キャラクターデザイナー。香川県高松市出身。
アニメーターになったきっかけは、1980年当時流行っていたアニメ『伝説巨神イデオン』を見たから。専門学校東京デザイナー学院（現：専門学校東京クールジャパン）卒業。
ビーボォー、アニメーション・スタジオ あさどやを経て、現在はフリー。
好きなアニメーターに湖川友謙を挙げている。キャラクターデザインを担当する際に、高岡じゅんいち名義で作業する事がしばしばある。

## 参加作品

### テレビアニメ
1992年
- 幽☆遊☆白書（1992年 - 1993年、原画）

1993年
- 疾風!アイアンリーガー（原画）

1995年
- スレイヤーズ（原画）
- 神秘の世界エルハザード（1995年 - 1996年、原画）

1996年
- NINKU -忍空-（原画）

1997年
- 少女革命ウテナ（原画）
- VIRUS ‐VIRUS BUSTER SERGE‐（原画）
- 烈火の炎（原画）

1998年
- バブルガムクライシス TOKYO 2040（1998年 - 1999年、総作画監督・原画）

1999年
- トラブルチョコレート（1999年 - 2000年、総作画監督・原画）
- ONE PIECE（1999年 - 、原画）※高岡じゅんいち名義
- デュアル!ぱられルンルン物語（作画監督）

2001年
- 破邪巨星Gダンガイオー（総作画監督・原画）

2002年
- 超重神グラヴィオン（キャラクターデザイン）※うのまことと連名
- 神魂合体ゴーダンナー!!（2002年 - 2003年、絵コンテ・作画監督）
- NARUTO -ナルト-（2002年 - 2007年、第4期ED原画）

2003年
- 十二国記（作画監督・原画）
- ウルトラマニアック（作画監督）
- ガングレイヴ（2003年 - 2004年、絵コンテ・作画監督・原画）

2004年
- 神魂合体ゴーダンナー!! SECOND SEASON（作画監督・原画）
- MONSTER（2004年 - 2005年、作画監督）

2005年
- Paradise Kiss（作画監督）
- 英國戀物語エマ（画面設計）

2006年
- DEATH NOTE（2006年 - 2007年、絵コンテ・作画監督・原画）

2007年
- もやしもん（キャラクターデザイン）※高岡じゅんいち名義
- 大江戸ロケット（作画監督）
- 電脳コイル（原画）
- ぼくらの（原画）
- シグルイ（作画監督補佐・原画）

2008年
- ドルアーガの塔 〜the Aegis of URUK〜（メインキャラクターデザイン・総作画監督）※高岡じゅんいち名義

2009年
- ドルアーガの塔 〜the Sword of URUK〜（メインキャラクターデザイン・総作画監督）※高岡じゅんいち名義
- シャングリ・ラ（キャラクターデザイン協力（第13話以降）・総作画監督（第13話以降）・作画監督補佐）※高岡じゅんいち名義
- うみねこのなく頃に（ED原画・原画）

2010年
- 聖痕のクェイサー（作画監督）※高岡じゅんいち名義
- GIANT KILLING（絵コンテ・アクション作画監督）※高岡じゅんいち名義
- 咎狗の血（作画監督補）※高岡じゅんいち名義

2011年
- GOSICK -ゴシック-（原画）※高岡じゅんいち名義
- ラストエグザイル-銀翼のファム-（キャラクターデザイン・演出・作画監督・原画）※高岡じゅんいち名義

2013年
- 銀河機攻隊 マジェスティックプリンス（総作画監督）※高岡じゅんいち名義

2014年
- ニセコイ（絵コンテ・作画監督）※高岡じゅんいち名義
- ブレイドアンドソウル（作画監督）※高岡じゅんいち名義

2015年
- 終わりのセラフ（コンテ・演出・作画監督・エンドカード）※高岡じゅんいち名義
- 終物語（レイアウト作監・原画）※高岡じゅんいち名義

2016年
- ディバインゲート（絵コンテ）

2017年
- 天使の3P!（ライブパート絵コンテ）※高岡じゅんいち名義
- ナイツ&マジック（総作画監督）

2018年
- ミイラの飼い方（絵コンテ）※高岡じゅんいち名義
- 夢王国と眠れる100人の王子様（美術設定）※高岡じゅんいち名義
- 転生したらスライムだった件（絵コンテ・作画監督・総作画監督）※高岡じゅんいち名義

2019年
- 星合の空（作画監督）※高岡じゅんいち名義

2020年
- 魔法科高校の劣等生 来訪者編（絵コンテ・演出・作画監督）※高岡じゅんいち名義

2021年
- 転生したらスライムだった件 転スラ日記（作画監督）※高岡じゅんいち名義

2023年
- ブルーロック（作画監督）

2024年
- Re:Monster（キャラクターデザイン）
- 魔法科高校の劣等生（絵コンテ・演出・作画）※高岡じゅんいち名義

### 劇場アニメ
1996年
- スレイヤーズRETURN（原画）

1997年
- スレイヤーズぐれえと（作画監督補佐・原画）
- るろうに剣心 -明治剣客浪漫譚- 維新志士への鎮魂曲（原画）

1998年
- スレイヤーズごぅじゃす（作画監督補佐・原画）

2003年
- それいけ!アンパンマン ルビーの願い（原画）

2004年
- NITABOH 仁太坊-津軽三味線始祖外聞（アニメーション監督・キャラクターデザイン・絵コンテ・作画監督）

2006年
- 劇場版 NARUTO -ナルト- 大興奮!みかづき島のアニマル騒動だってばよ（絵コンテ）

2011年
- 劇場版マクロスF 恋離飛翼〜サヨナラノツバサ〜（総作画監督）※高岡じゅんいち名義

2012年
- ROAD TO NINJA -NARUTO THE MOVIE-（アクション監修・イメージボード・エフェクト作画監督補佐）※高岡じゅんいち名義

2013年
- 龍 -RYO-（キャラクターデザイン・作画指導）

2017年
- 劇場版 魔法科高校の劣等生 星を呼ぶ少女（演出・作画監督・原画）※高岡じゅんいち名義

2022年
- 劇場版 転生したらスライムだった件 紅蓮の絆編（作画監督・原画）※高岡じゅんいち名義

### OVA
1989年
- 銀河英雄伝説（原画）

1991年
- スローステップ（原画）
- 人魚の森（原画）

1996年
- ソニック・ザ・ヘッジホッグ (OVA)（原画）
- 闘神伝（原画）

1997年
- 神秘の世界エルハザード2（原画）

1998年
- スレイヤーズえくせれんと（原画）

1999年
- 真ゲッターロボ 世界最後の日（原画）

2000年
- 闇市場[オークション] ～美女奴隷～（キャラ原案）

2003年
- はじめの一歩 間柴vs木村 死刑執行（作画監督）